# Silverwing
Silverwing es una serie de 13 episodios basada en la novela de Kennet Oppel “Silverwing”.
Estas narran el viaje de Shade, un murciélago Silverwing, y Marina, su amiga, una murciélago Brightwing, mientras viajan en busca del Clan Silverwing para guiarlos a un nuevo hogar.
En el camino, Shade y Marina encuentran a Goth y Throbb, dos murciélagos gigantes caníbales cuyos fines son encontrar y devorar a los Silverwing.

## Libros
- Silverwing (1997)
- Sunwing (1999)
- Firewing (2002)
- Darkwing (2007)

## Actores de doblaje
- Bill Switzer - Shade
- Shirley Millner - Bathsheba
- Richard Newman - General Brutus
- Pam Hyatt - Frida
- Sharon Alexander - Marina
- Ian James Corlett - Mercurio y Scirocco
- Michael Dobson - Goth
- Matt Hill - Chinook
- Randall Carpenter - Ariel
- Richard Ian Cox - Orestes
- Richard Newman - Throbb, Brutus & Zephyr
- Lee Tockar - Luger
- Louise Vallance - Breeze
- Candus Churchill - Ursa

## Eco-proyección
La Eco-proyección es una rara habilidad que poseen muy pocos murciélagos; les permite proyectar una imagen con movimiento capaz de decir lo que su creador dice. En torno a la serie solo hay 3 murciélagos que logran hacer uso de la Eco-proyección:
- Cefiro
- Sciroco
- Shade

Curiosamente, en el capítulo 11, Orestes revela que no puede ver las Eco-proyecciones de Shade, pero en el capítulo 4, tres palomas persiguen la Eco-proyección de Shade, creada por Cefiro, lo cual indica que algunas criaturas pueden ver las eco-proyecciones y otras no.

## Personajes

### Shade
Es un joven murciélago Silverwing. Su nombre significa “sombra”, como la sombra nocturna. Harto de las burlas de Chinook su rival, lo desafía a ver el sol, cosa prohibida a finales de la guerra de las bestias y las aves. Como castigo al no ser entregado al General Brutus, su árbol hogar es quemado por los búhos.
Se separa de su clan en una tormenta y encuentra a Marina. Junto con ella parten en busca del Clan Silverwing para llevarlos a un nuevo árbol hogar de verano, en el camino involuntariamente meten al clan en problemas, cuando mueren unas palomas, Brutus culpa al Clan completo de los Silverwing.
En el camino se hace amigo de Orestes el hijo de Brutus y aprende a hacer Eco-proyecciones, una habilidad rara en los murciélagos la cual permite proyectas imágenes y espejismos capaces de hablar.

### Marina
Una murciélago Brightwing que fue desterrada por su clan ya que un día despertó teniendo un brazalete plateado puesto por los humanos. Según los de su clan, ella estaba maldita, por portar el brazalete.
Conoce a Shade en una isla cercana a la costa, aunque en un principio Shade la ve como una molestia poco a poco se hacen buenos amigos. Ambos parten en busca del Clan Silverwing para llevarlos a un nuevo árbol hogar.
Marina desea más que nada conocer a Frida, al líder del Clan Silverwing, ya que esta también posee un brazalete.
En el camino muchas veces salvo a Shade de los problemas en que se metían. Más que nada de los murciélagos gigantes. Goth y Throbb, los cuales buscan al Clan Silverwing para devorarlos.
Su nombre significa "Como el mar".

### Goth
Un fornido murciélago gigante que huele en las hojas el aroma de murciélago y, junto a su secuaz Throbb, escapa del laboratorio y empieza a matar palomas. Las palomas y Brutus culpan de esto a los Silverwing, ya que ninguno cree que existan los murciélagos gigantes.
Su primera aparición es en el capítulo 3, aunque solo se ve su silueta, junto a la de Throbb; en el capítulo 5 se lo ve por completo, cuando salva a Shade del ataque de un búho. Engaña a Shade y Marina diciéndoles que planea escoltarlos y protegerlos. Pero su verdadero plan es el de comerse a tantos Silverwing como pueda.
En el transcurso de la serie, es engañado por Shade y Marina cinco veces antes de llegar con el clan Silverwing, su último engaño fue con la eco-proyección de un dios demoníaco en una mina en la que Shade y Goth habían quedado atrapados.
Su nombre viene de la palabra "gótico".

### Throbb
Un murciélago gigante, es el hermano menor de Goth aunque este más 
bien lo ve como a su sirviente. A diferencia de Goth es un murciélago que nada más piensa con el estómago. En la serie pocas veces dijo palabras españolas, como "hola", "señorita", "madre mía" y "excelente".

### Frida
Una sabía murciélago Silverwing la cual posee un brazalete plateado como el de Marina. A Pesar del error de Shade esta lo defiende ante el General Brutus causando que este ordene quemar su árbol hogar.
A diferencia de Bathsheba. Es una murciélago paciente y amable y trata a Ariel como a su hija. En el transcurso del viaje pierde el liderazgo del clan pero lo vuelve a obtener al salvar al Clan dos veces seguidas. Casi al final de la serie, exilia a Bathsheba del consejo de los ancianos por su amargo corazón.

### Ariel
Es la madre de Shade y su protectora, ya que ella lo defiende de los otros murciélagos Silverwing cuando Bathsheba quiere entregarlo a los búhos. Se lleva bien con Frida, Mercurio y Chinook, y es de los pocos murciélagos que apoyan a Frida cuando esta pierde el liderazgo del clan.

### Bathsheba
Una anciana Silverwing amargada de corazón, ella fue la primera en ofrecer a Shade a los búhos, y en el camino no dejó de recordarles a los demás que por culpa de Shade perdieron su árbol hogar. Y que ella sería una mejor líder.
Por dos capítulos fue la líder de los Silverwing y casi llevó al clan a la muerte en dos ocasiones, en la segunda abandonó a Ariel, Frida y Mercurio en un salón de pruebas de aviones, haciendo que los demás murciélagos aceptaran a Frida como su líder nuevamente.
Se enojó cuando vio que Orestes y Shade estaban fingiendo para engañar a los lobos y que el ala de Shade no estaba rota, cosa que solo notó Frida, por lo que la exilió del consejo de lo ancianos. Furiosa, reveló el lugar de reposo de los Silverwing a Brutus.
Esta entregó a Frida, Shade, Marina y Orestes a Brutus con tal que ella fuera la nueva líder. Y Brutus lo cumplió, aunque ningún Silverwing le hizo caso.
A finales del capítulo 13, como nadie le hace caso por ser la nueva líder, se interna en los bosques, abandonando su clan.

## Otros murciélagos

### Chinook
Un audaz murciélago Silverwing, es quien se burlaba de Shade que no tenía padre y su tamaño, ya que Shade es un poco más pequeño que los demás murciélagos. Acepta con Shade el desafió de ver el sol, pero al último momento se regresa al árbol hogar. En el camino confiesa a Ariel que Shade no es el único culpable de que quemaran el árbol hogar. Al final de la serie comienza a respetar a Shade y se vuelven amigos.

### Mercurio
Un murciélago Silverwing y el único murciélago macho, adulto en el clan hasta finales de la serie en que se encuentran con los otros murciélagos macho.
Es el protector de los Silverwing, el explorador y el mensajero del líder, a pesar de que es su obligación ayudar, no obedece de buena gana, las órdenes de Bathsheba cuando esta toma el liderazgo del clan.
Su nombre viene del dios romano: Mercurio que es el mensajero de los dioses.

### Héctor
Es el padre de Chinook, esposo de Isis y amigo de Mercurio, forma parte del consejo de los Silverwing cuando Bathsheba es expulsada. Fue el líder de los murciélagos macho en ausencia de Frida. Al Final pelea con los Silverwing contra los lobos y los murciélagos gigantes.

### Zephyr
Un murciélago albino encargado de las rutas de navegación de los murciélagos. Es quien cura a Shade de su ala desgarrada por una paloma. Cosa que Shade hace que se desmaye cada vez que alguien lo menciona.
Le enseña a Shade a Eco-proyectar imágenes y a Marina a diferenciar las plantas medicinales.
Convence a Shade y Marina de que los murciélagos gigantes en verdad existen, e informa que el clan Silverwing solo lleva 2 horas de ventaja. En el tiempo en que Shade y Marina se quedaron con él, les engaño varias veces con eco-proyecciones de búhos y palomas.
Su nombre viene de: Cefiro, dios del viento de Oeste.

### Scirocco
Un murciélago que creó la religión del brazalete, diciendo que si le seguían, aquellos murciélagos que tuvieran un brazalete plateado se convertirían en humanos. Shade descubre que en realidad usa Eco-proyecciones para engañar a los otros murciélagos, pero Marina y los demás no le creen, tratando de obligar a Marina a que abandone a Shade le cambio el nombre a Verónica y la reto a que le diera el queso de una ratonera, cosa que Marina obtiene fácilmente.
Él se queda en la cabaña con otros murciélagos que no creen en los murciélagos gigantes, en ese momento entran Goth y Throbb y los devoran.

### Isis
Es la madre de Chinook y la esposa de Héctor, solo aparece en los capítulos 1, 12 y 13.
Su nombre viene de la diosa de la cultura y la maternidad.

### Penélope
Una murciélago Brightwing, que, como Marina, tiene un brazalete plateado. Formó parte de los seguidores de Scirocco y defendió a Marina de este. Al final del capítulo ella guía a los demás murciélagos a donde está Ursa para que ella los proteja y les dé un nuevo lugar de reposo.
- Su nombre viene de la antigua Reina Penélope, esposa de Odiseo.

### Todd
Es un murciélago Silverwing, amigo de Chinook y es quien le hace ver que el haber roto la ley, de ver el sol, también es culpa suya. Solo aparece en los capítulos 1,2 12 y 13.

### Breeze
Una murciélago Silverwing amiga de Chinook y Todd. Esta está presente cuando Shade desafía a Chinook para que vean juntos el sol.

### Casiel
Padre de Shade y esposo de Ariel. Es mencionado varias veces por diverso personajes, aunque realmente nunca lo llaman por su nombre, siempre se refieren a él como "El padre".

## Búhos

### Brutus
Es el General del ejército de las aves. Terco, orgulloso y racista, no confía en aquellos que no sean búhos, aunque tampoco le tiene mucha estima a su hijo Orestes.
Pidió a Shade para matarlo, cuando este vio el sol, pero la respuesta de Frida fue un no, por lo que ordenó a su ejército que quemara el árbol que servía de hogar a los Silverwing.
Más adelante se encuentra con Shade y Marina capturados por las palomas y culpa al Clan de los Silverwing de matar a las palomas. Y no escucha al único testigo, quien afirma que los asesinos fueron murciélagos gigantes.
Nombra a Ursa, la líder del clan de las bestias, y poco después la ignora cuando ella trata de decirle que los Silverwing son inocentes.
Al final acepta que los murciélagos gigantes existen cuando estos matan a la mayoría de su ejército, pelea con Goth pero este fácilmente lo vence y es reemplazado con Shade, que logra engañar a Goth para que se dirija a la cascada y muera en un bloque de hielo.
Al final de la serie permite que los murciélagos puedan volar, tanto de noche como de día.

### Orestes
Es el hijo de Brutus y es lo opuesto a su padre. Orestes es un búho de buen corazón que es salvado por Shade y Marina de una trampa para aves. Más adelante les ayuda a escapar de los búhos, las ratas y de Goth y Trobb. Y se le permite entrar al refugio de los Silverwing cosa que a ningún Silverwing le hace gracia. En especial a Bathsheba.
Engañando a los lobos junto con Shade (Este fingiendo que Orestes le había roto un ala) hace que los lobos sigan el curso equivocado.
Lucha momentáneamente contra Goth pero este demostró ser un mejor rival. Al final se vuelve el orgullo de su padre, que aparentemente, no le tenía mucho cariño.

### Atlas
Es el fiel capitán de Brutus. Aparece desde el capítulo 6, aunque se le vio en capítulos anteriores.
No le tiene mucha confianza a Orestes porque él y los otros búhos lo consideran demasiado blando y asustadizo.
Demostró ser un buen luchador en batalla contra Goth y Throbb.

## Otros Animales

### Ursa
Una osa polar que por un experimento de hábitat fue llevada al bosque (Aunque en la serie de televisión es una osa negra albino, o sea, de piel blanca en vez de negra). Aparece desde el capítulo 5 pero no habla ni le dirigen la palabra, hasta que en el capítulo 7 la toman en cuenta como líder de guerra.
Ursa en un principio demuestra ser muy perezosa y vanidosa, ya que solo piensa en comer y dormir. Cuando Shade y Marina llevan con ella un cachorro de oso negro, Ursa repite una y otra vez que no va a cuidar de él ya que está muy ocupada.
Después de estar en un ataque de lobos dirigidos por Luger, el líder de los lobos acepta sus responsabilidades y no solo promete cuidar del osezno sino informar a Brutus que los Silverwing son inocentes, cosa que Brutus pasa por alto muchas veces.
En el capítulo 13 llega para combatir contra los lobos en compañía de otros osos.

### Luger
Líder de los Lobos, se ofrece para el puesto de líder de guerra junto con Remus, rey de las ratas, pero ambos son rechazados por Brutus y en su lugar es aceptada unánimemente Ursa.
Les revela a Shade y Marina que ellos desean que haya guerra ya que así, podrán cazar todo lo que quieran y expandir sus territorios.
Más adelante se enfrenta a Ursa, que ayuda a Shade y Marina a proteger a un osezno, días después se enfrenta con Goth y ambos llegan a entenderse mutuamente, ya que si hay guerra, tanto Luger y su clan, así como Goth y Throbb, saldrán beneficiados.
Pelea contra Ursa, Héctor, Mercurio y Chinook en el capítulo 13 y es vencido casi fácilmente. Después de esto, huye a los bosques y ya no vuelve a aparecer.

### Rómulo
Uno de los reyes ratas, este es el legítimo monarca, pero es manipulado y discriminado por su hermano, ya que Rómulo posee unas alas similares a las de las ardillas voladoras.
Es convencido por Shade y Marina que solo debe haber un rey, e ignorando las órdenes de su hermano les ayuda a escapar, cuando las ratas atacan a Brutus y compañía.
En ese momento, Remus, gritando que las ratas solo necesitan un líder trata de empujar a su hermano para que caiga de donde están parados y muera, pero Rómulo, usando sus alas para planear aterriza mientras que su hermano muere en la caída.

### Remus
Remus es el hermano menor de Rómulo, este discrimina a su hermano por tener alas, como las de una ardilla voladora y se autodenomina el Rey original de las ratas.
Trato de ser el líder de Guerra cuando Brutus buscó candidatos, su rival en esta elección fue Luger, líder de los lobos. Aunque al final la ganadora fue Ursa.
En su reino, los guardias apresan a Shade y Marina e intenta entregarlos a Brutus a cambio de que él, sea el Líder de guerra tras el exilio de Ursa al defender a los Silverwing.
Cuando planea entregarlos se el ocurre informar a sus seguidores que mataran a Brutus para así, él, ser el dirigente de todos. Tanto de las bestias como de las aves.
Tratando de matar a su hermano ya que está convencido de que solo debe haber un rey, lo empuja de un Porche, y ambos caen, aunque Rómulo planea con sus alas y se salva, mientras que Remus muere en la caída.
- Datos: Q3011809